# Jean Hepner
Jean Hepner (25 oktober 1958) is een tennisspeelster uit de Verenigde Staten van Amerika.
In 1984, op het WTA-toernooi van Richmond, speelde Hepner een partij tegen Vicki Nelson die in totaal 6 uur en 31 minuten duurde, de langste match ooit op een dag gespeeld. In deze match werd ook de langste rally ooit gespeeld, waarin 29 minuten lang om een punt werd gestreden. Na 643 slagen won Nelson het punt.